# Vasilis Lazarou
Vasilis Lazarou is een professionele pokerspeler uit de Verenigde Staten. Lazarou, oorspronkelijk afkomstig uit Griekenland, staat bekend als Seven Card Stud speler. Hij heeft twee World Series of Poker titels op zijn naam staan, beide gewonnen met Seven Card Stud. 
Zijn eerste titel won Lazarou tijdens de World Series of Poker 1990 in een $1.500 Seven Card Stud-toernooi. Zeven jaar later won hij zijn tweede titel en bijna een 3e titel. Hij verloor het $5.000 Seven Card Stud-toernooi van Mel Judah, die ook twee WSOP Seven Card Stud titels op zijn naam heeft staan. Tijdens de World Series of Poker 2011 eindigde hij als 8e in het $1.500 Seven Card Stud-toernooi.

## World Series of Poker bracelets
| Jaar | Toernooi           | Prijs    |
| ---- | ------------------ | -------- |
| 1990 | $1.500 7 Card Stud | $158.400 |
| 1997 | $2.500 7 Card Stud | $169.000 |